# Campionatul de fotbal din Gambia
Prima Divizie GFA este o competiție de fotbal amator care repezintă primul eșalon din sistemul competițional fotbalistic din Gambia.

## Echipele sezonului 2010-11
- Armed Forces  (Banjul)
- Bakau United (Bakau)
- Brikama United (Brikama)
- Gambia Ports Authority
- GAMTEL (Banjul)
- Interior FC
- Real de Banjul  (Banjul)
- Samger
- Steve Biko FC
- Wallidan  (Banjul)

### Echipele retrogradate în sezonul 2009-10
- Hawks
- Sea View FC

## Campioane
| - 1969/70 : Wallidan (Banjul) - 1970/71 : Wallidan (Banjul) - 1971/72 : campionat necunoscut - 1972/73 : Gambia Ports Authority (Banjul) - 1973/74 : Wallidan (Banjul) - 1974/75 : Real (Banjul) - 1975/76 : Wallidan (Banjul) - 1976/77 : Wallidan (Banjul) - 1977/78 : Real (Banjul) - 1978/79 : Wallidan (Banjul) - 1979/80 : Starlight Banjul - 1980/81 : Starlight Banjul - 1981/82 : Gambia Ports Authority (Banjul) - 1982/83 : Real (Banjul) - 1983/84 : Gambia Ports Authority (Banjul) | - 1984/85 : Wallidan (Banjul) - 1985/86 : campionat necunoscut - 1986/87 : campionat necunoscut - 1987/88 : Wallidan (Banjul) - 1988/89 : neterminat - 1989/90 : campionat necunoscut - 1990/91 : nu s-a disputat - 1991/92 : Wallidan (Banjul) - 1992/93 : Hawks (Banjul) - 1993/94 : Real (Banjul) - 1994/95 : Wallidan (Banjul) - 1995/96 : Hawks (Banjul) - 1996/97 : Real (Banjul) - 1997/98 : Real (Banjul) - 1998/99 : Gambia Ports Authority (Banjul) | - 1999/00 : Real (Banjul) - 2000/01 : Wallidan (Banjul) - 2001/02 : Wallidan (Banjul) - 2002/03 : Armed Forces (Banjul) - 2003/04 : Wallidan (Banjul) - 2005 : Wallidan (Banjul) - 2006 : Gambia Ports Authority (Banjul) - 2007 : Real (Banjul) - 2008 : Wallidan (Banjul) - 2009 : Armed Forces (Banjul) - 2010 : Gambia Ports Authority (Banjul) |

## Performanțe după club
| Club                   | Oraș   | Titluri | Ultimul titlu |
| ---------------------- | ------ | ------- | ------------- |
| Wallidan               | Banjul | 15      | 2008          |
| Gambia Ports Authority | Banjul | 7       | 2006          |
| Real                   | Banjul | 7       | 2007          |
| Hawks                  | Banjul | 2       | 1996          |
| Starlight Banjul       | Banjul | 2       | 1981          |
| Armed Forces           | Banjul | 2       | 2009          |